# Val Travenanzes
La Val Travenanzes è una valle delle Dolomiti, in provincia di Belluno.
La valle, attraversata dal rio Travenanzes, è lunga circa 10 km ed è compresa fra il gruppo delle Tofane ad est e i gruppi delle cime di Lagazuoi, Fanes e Furcia Rossa ad ovest. È completamente disabitata.